# Jacques Henriet
Pour les articles homonymes, voir Henriet.
Jacques Henriet, né le 6 octobre 1904 à Orchamps-Vennes (Doubs) et mort le 14 juin 1988 à Pontarlier (Doubs), est un chirurgien et homme politique français.

## Biographie
Docteur en médecine, chef de clinique chirurgicale à la Faculté de médecine de Strasbourg et professeur d'histologie à l'École de médecine de Besançon, il s'installe comme chirurgien général à Pontarlier.
Membre du conseil municipal de Pontarlier (1953-1965), il est conseiller général du canton (1949-1967).
Membre de la Fédération nationale des républicains indépendants (FNRI), il est candidat à la députation en 1958, mais il est battu par Louis Maillot. En 1959, il est élu au Sénat et réélu en 1962 et 1971. En 1980, il ne se représente pas. Vice-président de la commission des Affaires sociales du Sénat, il avait combattu vivement la dénatalité, la contraception et l'interruption volontaire de grossesse.
C'est d'ailleurs dans une perspective nataliste, qu'il déclarera en 1980 : "le travail des femmes, dont personne ne conteste la légitimité ni la légalité, et pour proportionnel qu'il soit pour les femmes, pour enrichissant qu'il soit pour le pays, n'en est pas moins facteur de chômage et de dénatalité. Plutôt que d'envoyer les femmes au travail, mieux vaut les envoyer au lit."